# NGC 7763
NGC 7763 este o galaxie situată în constelația Vărsătorul. A fost descoperită în 28 noiembrie 1885 de către Francis Leavenworth.